# Суворовский (Саратовская область)
Суворовский — посёлок при железнодорожном разъезде Суворовский Приволжской железной дороги в Красноармейском районе Саратовской области, в составе Каменского муниципального образования.
Население — 4 чел. (2010)

## Физико-географическая характеристика
Населённый пункт находится в лесостепи, в пределах Приволжской возвышенности, являющейся частью Восточно-Европейской равнины, при балке Суворовская, на высоте около 195 метров над уровнем моря. Рельеф местности холмисто-равнинный, развита овражно-балочная сеть. Почвы — чернозёмы южные.
К Суворовскому имеется подъезд от автодороги Каменский — Карамышевка. По автомобильным дорогам расстояние до областного центра города Саратова составляет 110 км, до районного центра города Красноармейска — 40 км, до административного центра городского поселения рабочего посёлка Каменский — 4 км.
Часовой пояс
Суворовский, как и вся Саратовская область, находится в часовой зоне МСК+1. Смещение применяемого времени относительно UTC составляет +4:00.

## Население
Динамика численности населения по годам:
| 1987 | 2002 |
| ---- | ---- |
| ≈ 20 | 14   |

| 2010 |
| ---- |
| 4    |